# 中川一郎 (音楽家・歌手)
中川一郎（なかがわいちろう）は、音楽家・歌手。1960年東京生まれ。
1979年から1981年にかけて、波止康雄、木村真哉、大熊ワタル、笹山ぜんらとともに、東京のニュー・ウェイヴ・バンドである絶対零度に参加。初期にはベースを担当。後期には、ギター、ボーカルを担当。
1981年の絶対零度解散後、しばらく音楽活動を停止。1997年よりソロにて音楽活動を本格的に再開する。空間系エフェクトのギターと潜在意識からこぼれる歌で独自の時空を展開する。現在の音楽活動は、年に数回のライブとネットにスタジオ録音をネット配信する。一部では、世界で唯一無二のアンビエント・ミュージックとも評価されている。
2002年、世界で初めてOCPL00000（ゼロスト）を自らの楽曲・音源の全てに採用すると表明し、現在も継続。この関係で、湯島レコードのゼロストコンピレーションCD、「ゼロストで行こう。」にも参加している。
2010年、「大日本異ろモノフェスティバル」、「ぐるぐる回る2010」、「前衛行為音楽祭　in memory of Seed Mouth」、「ジャパノイズ」などのイベントに参加した。また、7月には宮田奈美 a.k.a. mia と「なつですがナニか?」にて、10月には短波ラジオ奏者の直江実樹と「黄金町　Soundscape番外編」にてセッションを行う。10月28日には伊藤まくに誘われ、西麻布のジャパノイズセッションにアンビエント・ハーモニカに参加。安藤裕子、語り部のミウ、アレクセイカラマゾフらと共演する等の活動を続けている。
nextmusicの閉鎖にともない、オリジナル音源については、jamendo、ニコニ・コモンズにてひきつづき著作権フリーで発表している。
2010年の「前衛行為音楽祭」にて行動を共にした、盟友バンドたるガリノイズの「左翼バー」EP（2013年1月リリース）のレコーディング、ミキシングに従事する。「中川一郎プロデュース」とクレジットされる。